# La guirlande
La guirlande, ou Les fleurs enchantées (La guirnalda, o Las flores encantadas) es una ópera en la forma de acte de ballet (un actos y muchos movimientos de danza) con música de Jean-Philippe Rameau y libreto en francés de Jean-François Marmontel. La obra se estrenó en la Ópera de París el 21 de septiembre de 1751 junto con Les génies tutélaires de François Rebel y François Francœur y un acto ("Les sauvages") tomada de la ópera-ballet Les Indes galantes de Rameau. Fue un gran éxito.
El principal tema es la lealtad, tal como lo muestran los personajes de dos pastores. La historia transcurre en la Arcadia, una región idealizada de Grecia que era una ambientación popular en la literatura "pastoral" de la época.
Esta fue la primera de las obras escénicas de Rameau que se repuso en la época moderna, cuando fue representada por la Schola Cantorum de París el 22 de junio de 1903. Después de ser testigo de esta representación, Debussy declaró, "Vive Rameau! à bas Gluck!" ("¡Viva Rameau! ¡Abajo con Gluck!").
Esta ópera se representa muy poco. En las estadísticas de Operabase aparece con sólo una representación en el período 2005-2010.